# 맥각균
맥각균 (麥角菌. 학명: Claviceps purpurea 클라비켑스 푸르푸레아[*])은 맥각균과에 속하는 균이다.
맥각균은 호밀 등의 씨방에 기생하는데, 어두운 빛깔의 균사 조직을 씨방 조직과 바꾸므로 숙주의 열매는 정상적인 열매보다 더 길고 크게 자란다. 이것이 땅에 떨어지면 다음해 봄에 몇 개의 작은 돌기가 생기는데, 이것이 맥각으로, 보랏빛을 띠고 있으며, 유독성 알칼로이드를 함유하여 적은 양이라도 사람과 가축에게 맥각 중독을 일으키게 된다. 중독을 일으키는 물질로는 에르고톡신, 에르고타민 등이 있다.
자라나면 1~2cm 되는 자루 끝에 머리부를 가진 자실체가 된다. 머리부는 암자색의 균사 덩어리로, 표면 가까이에 많은 배우자낭의 쌍이 생기며, 이들이 각각 발달하여 매우 작은 플라스크 모양의 피자기가 되어 균사 덩어리 표면에 각각 드러나게 된다.
동충하초의 일종인 붉은동충하초도 이 종류에 속한다.

## 참고 자료
- 이 문서에는 다음커뮤니케이션(현 카카오)에서 GFDL 또는 CC-SA 라이선스로 배포한 글로벌 세계대백과사전의 내용을 기초로 작성된 글이 포함되어 있습니다.